# Przewóz (województwo opolskie)
Przewóz (dodatkowa nazwa w j. niem. Przewos, w latach 1934-45 Fährendorf) – wieś w Polsce, położona w województwie opolskim, w powiecie kędzierzyńsko-kozielskim, w gminie Cisek.
W latach 1975–1998 wieś położona była w województwie opolskim.
| SIMC    | Nazwa | Rodzaj     |
| ------- | ----- | ---------- |
| 0492842 | Jama  | przysiółek |

## Historia
Osada była wzmiankowana w 1492. Nazwa wywodziła się od istniejącego przed powstaniem wsi przewozu przez rzekę Odrę.
Od końca XVIII w. wieś posiadała własną pieczęć gminną, na której wizerunku przedstawiono postać modlącą się na kolanach skierowaną w prawo, nad nią księżyc, po prawej i lewej stronie krzyż.
W 1845 we wsi było 65 domów i 434 mieszkańców.

## Zabytki
Do wojewódzkiego rejestru zabytków wpisany jest:
- kościół filialny pw. Św. Judy Tadeusza, drewniany z 1559 r., 1937 r., wypisany z księgi rejestru

## Komunikacja: układ drogowy
Przez Przewóz przebiega droga wojewódzka: 422.